# Bathophilus brevis
Bathophilus brevis es una especie de pez de la familia Stomiidae en el orden de los Stomiiformes.

## Morfología
• Los machos pueden llegar alcanzar los 5,5 cm de longitud total.

## Hábitat
Es un pez de mar y de aguas profundas que vive entre 75-1.650 m de profundidad.

## Distribución geográfica
Se encuentra en el  Atlántico oriental (desde Gambia hasta Namibia  Atlántico occidental (Estados Unidos) y el  Pacífico oriental, incluyendo Chile.